# Mostra dei grandi laghi

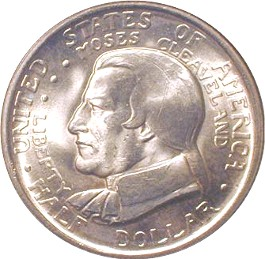
Mezzo dollaro celebrativo, lato che mostra Moses Cleaveland

La Mostra dei grandi laghi è stata un'esposizione tenutasi durante il periodo estivo negli anni 1936 e 1937.

## Caratteristiche

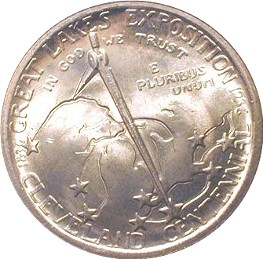
Mezzo dollaro altro verso (con il logo)

Si svolse a Cleveland, in Ohio vicino al lago Erie, con lo scopo di celebrare il centenario della rivelazione di Cleveland come città (da pochi abitanti ai 7 e più milioni di abitanti). Si stimò che i visitatori furono circa 3 milioni, molti furono gli interventi particolari.